# Groschlag (Wüstung)
Groschlag (auch: Grasloch) ist eine Dorfwüstung, ehemals bei, heute auf der Gemarkung von Hochstadt, einem Stadtteil von Maintal im Main-Kinzig-Kreis in Hessen, gelegen.

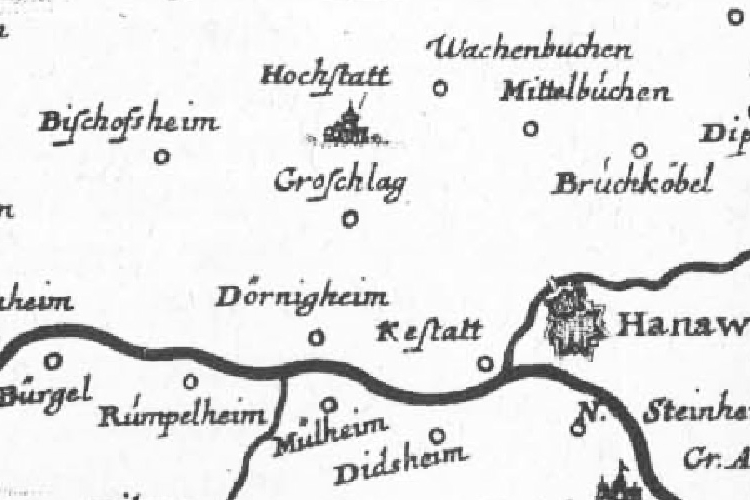
Ausschnitt der Karte der Wetterau von Matthäus Merian mit dem Ort Groschlag.

## Lage
Groschlag lag südwestlich von Hochstadt auf einer Höhe von 110 m über NN am Rande des Kochberges (Flurname: Zu dem Storkißneste).

## Geschichte

### Mittelalter
Die älteste erhaltene Erwähnung des Ortes stammt aus dem Jahr 1359. Das Dorf gehörte als allodiales Eigentum zur Herrschaft und späteren Grafschaft Hanau, ab 1458: Hanau-Münzenberg. Diese ordnete das Dorf ihrem Amt Büchertal zu.
Im Jahr 1393 ist der Besitz eines Hofes durch das Kloster Haina in Groschlag bezeugt. Auch das Kloster Patershausen und das Liebfrauenstift in Frankfurt am Main besaßen hier Land. Das größte landwirtschaftliche Anwesen aber, der Dinghof, mit dem auch die Dorfgerichtsbarkeit verbunden war, gehörte dem Kloster St. Gallen, damals Bistum Konstanz. Diesen Hof hatten die Ritter von Cronberg im 14. Jahrhundert als Lehen inne und er ging durch Heirat am Beginn des 16. Jahrhunderts an die Grafen von Solms-Rödelheim über. Die dazugehörenden Ländereien waren an Bauern vergeben. Kirchlich gehörte Groschlag zu Hochstadt.

### Historische Namensformen
- Grasloch (1359)
- Grasloc (um 1360)
- Graeslog (1364)
- Groslach (1578)

### Frühe Neuzeit
In dem Dorf wohnten im 15. und 16. Jahrhundert bis zu 37 Familien. 1568 war das Dorf zu Hochstadt eingemeindet. 1598 wohnten immerhin noch 34 Familien hier. Dann wurde das Dorf aber sehr schnell von den meisten seiner Bewohner verlassen, die nach Hochstadt umsiedelten und die Äcker von dort aus weiter bewirtschafteten. Das kann nicht am Dreißigjährigen Krieg gelegen haben, von dessen Frühphase die Grafschaft Hanau noch nicht betroffen war. 1615 wurde, nachdem der letzte Bewohner verstorben war, auch das letzte Haus abgerissen. Das Groschlager Gericht traf sich weiter zu seiner jährlichen Sitzung. Erst 1847 wurde der – real nicht mehr bestehende – Dinghof auch formal aufgelöst.
Bei der Erweiterung von Hochstadt durch Neubaugebiete nach dem Zweiten Weltkrieg sollen Kellerfundamente der Bebauung von Groschlag aufgedeckt worden sein.

## Sonstiges
Ob das fränkische Adelsgeschlecht der Groschlag zu Dieburg seinen Namen von diesem Ort ableitet, ist nicht nachgewiesen.